# Чеслав Ниемен
Чеслав Ниемен или Немен (на полски: Czesław Niemen), с рождено име Чѐслав Ю̀лиуш Виджѝцки (на полски: Czesław Juliusz Wydrzycki) е полски композитор, мултиинструменталист, текстописец и изпълнител на поп и рок музика. Един от най-разпознаваемите и влиятелни творци в полската популярна музика.

## Биография

### Ранни години
Произхожда от полско семейство с патриотични традиции. Като дете пее в църковния хор и учи и Педагогическата музикална гимназия в Гродно. През 1958 г. семейството му се преселва в Полша и Чеслав започва да учи в Средното музикално училище в Гданск. По същото време Чеслав свири латиноамериканска музика в студентския клуб „Жак“ – с това амплоа взема участие във Фестивала за млади таланти през 1962 г. и става лауреат на конкурса. Там е забелязан от Франчишек Валицки, който е създател на популярната група „Червено-черни“ и е в процес на създаване на новата група „Синьо-черни“.

### Музикална кариера
През 1963 г. Чеслав е музикант в новата група и с нея участва във Фестивала на полската песен в Ополе. Групата изпълнява неговата песен „Знам, че няма да се върнеш“, която не печели награда, но веднага става хит в Полша. През декември групата прави турне във Франция и има изпълнение в зала „Олимпия“ в Париж, където за първи път Чеслав Виджицки е представен с псевдонима си Немен.
В началото на 1963 г. Наемен композира нов хит („Дали още ме помниш“), който се харесва на Марлене Дитрих – гостуваща във Варшава, и тя го записва на немски.
И през следващите две години песните на Немен остават незабелязани от журито на фестивалите в Ополе, но композиторът успява да направи концерти във Франция, да издаде там своя плоча, а песента му „Сън за Варшава“ да стане радиохит.
През 1967 г. Чеслав Немен създава свой състав („Акварел“) и се представя в Ополе с най-големия си хит „Странен е този свят“. Песента е изпълнена с непозната дотогава експресивност и затова е възприета от публиката повече от възторжено, което е началото на голямата популярност на този изпълнител и композитор в родината му. С тази песен той участва и на Международния фестивал в Сопот. Ниемен я издава в първата си плоча, която за кратък период се разпродава в 700 хил екз. и става първата „златна плоча“, издадена в Полша. Въпреки това, комитетът за радио не допуска „Странен е този свят“ да бъде излъчвана по радиостанциите заради „несоциалистическия“ текст на песента. През 1971 година Ниемен печели голямата награда в конкурса за изпълнители на фестивала в Сопот, Полша. През същата година от България участва Паша Христова и по регламент трябва да изпее и една полска песен. Тя избира именно „Странен е този свят“, която в българския си вариант се нарича „Този дивен свят“, а текстът на български написва Богомил Гудев. С това изпълнение Паша Христова печели първа награда на фестивала. В България Паша включва песента в малка грамофонна плоча. Тя влиза и в единствената ѝ дългосвиреща плоча, която е издадена след смъртта ѝ.
През този период Немен започва да се интересува от електронна музика; той става първият полски композитор и изпълнител, който си купува електрически орган и започва да твори такава музика. 1968 г. е апогеят на неговия интерес към амириканския соул и Немен прави нови аранжименти на свои песни, повлиян от тази музика. Междуверемнно печели конкурси в Кан, Монтроа и Братислава, и издава сингъл в Италия.
След завръщането си от Италия групата му „Акварел“ се разпада, Немен прави нова – „Енигматик“, но и тя не просъществува дълго. През 1971 г. Немен е обвинен за неприлично поведение на сцената от един учител, което е подхванато от медиите, и става причина за забрана на публичните му изпълнения и на излъчване на записите му в радиото и телевизията. Немен печели делото в съда и създава състав за електронна музика SBB, а през 1973 г. издава албум със свои аранжименти на украински и беларуски народни песни.
През 1974 г. Немен работи с различни музиканти, издава последната си в чужбина плоча, отчитайки, че записите зад граница не му носят материална, а само артистична, отплата. В края на годината Немен отхвърля предложението да се включи към американската група със световна известност „Блъд, Сует енд Тиърс“, оправдавайки се с разминаване в стила. По него време той е завладян от своята голяма обич – Малгожата, от която има две дъщери.
Композираната от Немен музика през втората половина на 70-те години е твърде трудна за разбиране и неговите изяви стават по-значителни в областта на театралната и филмовата музика. През 1978 г. издава нов албум с музика, близка до авангардния джаз. През 1979 г. композиторът е в журито на фестивала в Ополе и през същата година получава Гран При на фестивала в Сопот (Полша) за песента си „Преди да дойде пролетта“.
1980-те години се приемат за период на артистична почивка на известния композитор. Издадената през 1989 г. плоча е записана само от Немен, без участие на други музиканти, има спокоен характер и илюстрира дистанцираността на композитора от ежедневния живот. В началото на 1990-те Немен съживява своите публични изяви, подпомагайки с участието си обществени мероприятия.
През 2001 г. се появява неговата последна плоча, която феновете му очаква 12 години. Началото на новото хилядолетие Немен прекарва в изолация, занимавайки се с рисуване.
Умира от рак на 16 януари 2004 г. във Варшавския институт по онкология.